# Пархаєвка
Парха́євка (рос. Пархаевка) — присілок у складі Промишленнівського округу Кемеровської області, Росія.

## Населення
Населення — 245 осіб (2010; 250 у 2002).
Національний склад (станом на 2002 рік):
- росіяни — 96 %